# Konzertsänger

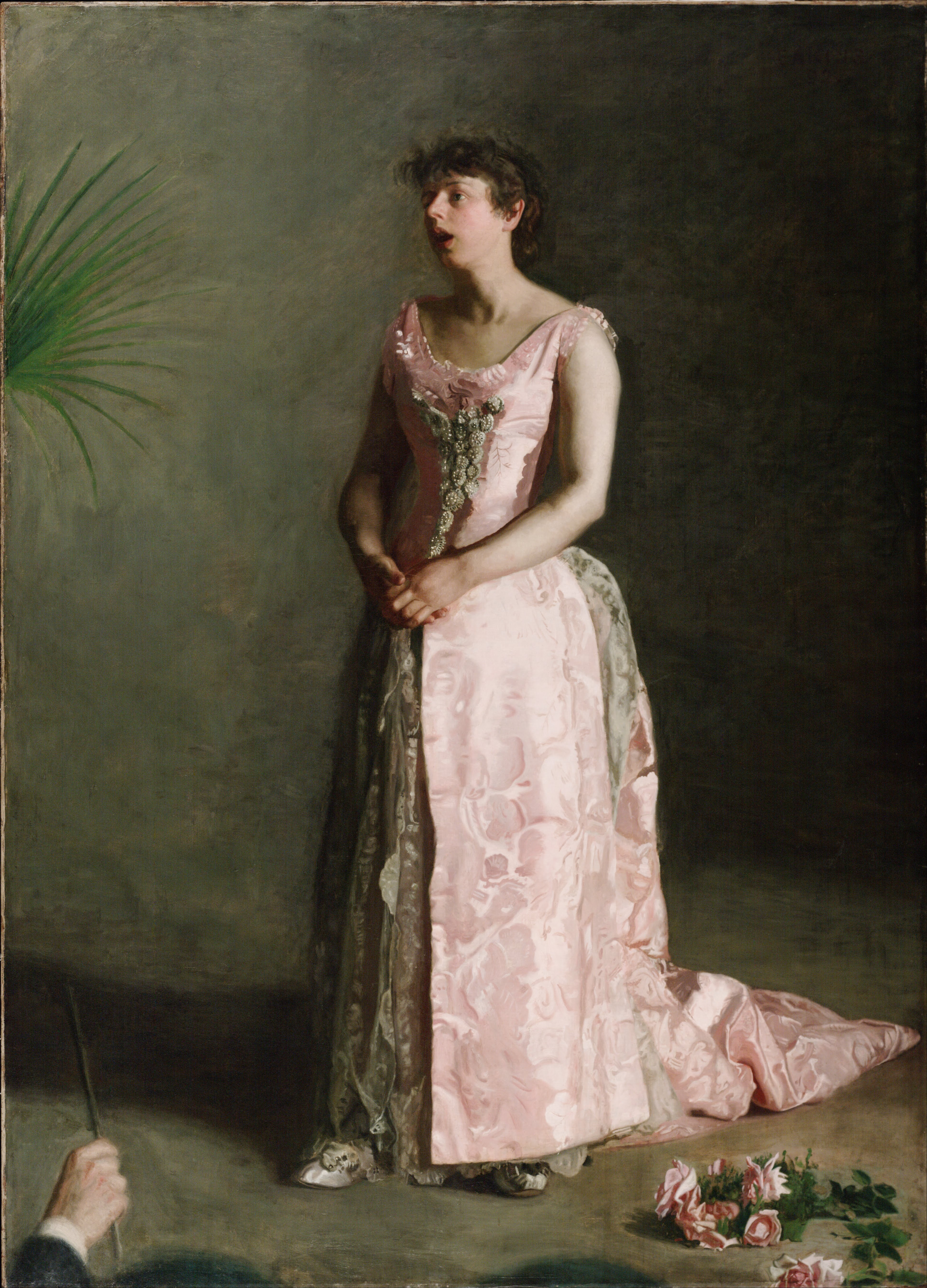
Thomas Eakins: Die Konzertsängerin (1890)

Konzertsänger, bzw. Konzertsängerinnen sind Sänger von Klassischer Musik, deren Auftritte in Konzertsälen einen bedeutenden Teil ihres Wirkens darstellen, etwa als Solisten bei der Aufführung von Oratorien und symphonischen Werken oder als Liedsänger mit Klavier-, Kammermusik- oder Orchesterbegleitung. Zahlreiche Musikhochschulen bieten Konzertgesang als Studienfach an.
Manche Konzertsänger nehmen nur wenige oder gar keine Bühnenengagements an. Die Gründe hierfür können sehr unterschiedlich sein, etwa körperliche Faktoren, eine Aversion gegen Maske, Kostümierung und Schauspielerei, Vermeidung des Zeitaufwands für Opernproduktionen oder auch ein besonderes Interesse und Talent für den Oratorien- und Liedgesang.
Klassische Beispiele für Konzertsänger sind Josepha Duschek, Thomas Quasthoff und Gerhild Romberger. Auch die erblindeten Sängerinnen Margarethe von Winterfeldt und Gerlinde Sämann sind zu nennen.

## Nachweise
1. ↑  Konzertgesang Studium. In: StudyCHECK.de. Abgerufen am 16. Dezember 2018.
2. ↑  Die Zeit (Hamburg): Thomas Quasthof beendet seine Karriere, 11. Januar 2012, abgerufen am 23. August 2016.